# (11364) Karlštejn
(11364) Karlštejn, désignation internationale (11364) Karlstejn, est un astéroïde de la ceinture principale.

## Description
(11364) Karlstejn est un astéroïde de la ceinture principale. Il fut découvert le 23 mars 1998 à l'Observatoire d'Ondřejov par Petr Pravec. Il présente une orbite caractérisée par un demi-grand axe de 2,60 UA, une excentricité de 0,15 et une inclinaison de 4,1° par rapport à l'écliptique.

## Compléments